# Aristolebia
Aristolebia is een geslacht van kevers uit de familie van de loopkevers (Carabidae). De wetenschappelijke naam van het geslacht is voor het eerst geldig gepubliceerd in 1892 door Bates.

## Soorten
Het geslacht Aristolebia omvat de volgende soorten:
- Aristolebia apicalis Baehr, 2010
- Aristolebia capitis Darlington, 1968
- Aristolebia crucigera Baehr, 2004
- Aristolebia davaonis (Heller, 1921)
- Aristolebia floreana Baehr, 2011
- Aristolebia mucronata (Sloane, 1907)
- Aristolebia oculata Baehr, 2010
- Aristolebia paracrucigera Baehr, 2011
- Aristolebia prattiana (Bates, 1889)
- Aristolebia quadridentata Bates, 1892
- Aristolebia rubiginosa Kirschenhofer, 2012
- Aristolebia triramosa Baehr, 2010
- Aristolebia wau Darlington, 1968